# 라호르성

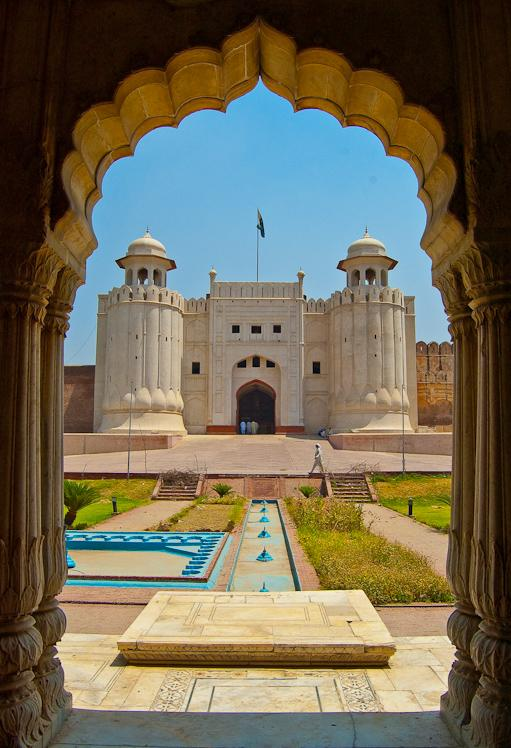
라호르 성

라호르성은 파키스탄 라호르 북서부에 있는 성이다. 동서로는 424m, 남북으로는 340m에 이르는 거대한 성채인데, 샬리마르 정원 (라호르)과 함께 1981년 유네스코 세계문화유산으로 등록되었다.
라호르 성이 언제부터 축조되기 시작하였는지는 분명하지 않다. 다만 고고학적 발굴에 의해 적어도 1025년 이전에 축조되었다고 알려져 있다. 현재의 모습은 1241년 몽고군에 의해 파괴된 성을 1566년에 무굴제국의 황제인 악바르에 의하여 다시 지은 것이다.

## 주요 건축물

### 알람기리 게이트
바드샤히 사원을 마주보고 있는 알람기리 게이트는 라호르 성으로 들어가는 정문으로 1673년부터 1674년에 걸쳐 무굴제국의 아우랑제브에 의해 지어졌다.
거대한 아치형의 입구는 코끼리까지 통과할 수 있을 정도이고, 입구를 통과하면 성벽을 따라 난 오르막길을 따라 오르도록 되어 있어 효과적인 방어기능까지 갖추고 있다.
파키스탄의 화폐 중 50루피짜리 지폐의 뒷면에 새겨져 있다.

### 쉬쉬마할
'거울 궁전'이라는 뜻을 가진 쉬쉬 마할은 작은 조각의 거울이 벽과 천장에 붙어 있어 라호르 성 안에서도 가장 사치스런 건물 중 하나로 손꼽힌다. 1631년 무굴 제국의 황제 샤 자한에 의해 지어졌다.

### 나울라카 파빌리온
나울라카 파빌리온은 쉬쉬마할에 있는 대리석 건물로 1631년 샤 자산에 의해 지어졌는데, 서쪽으로 라호르의 고대도시를 조망할 수 있어 멋진 경관을 선사한다.
"Naulakha"는 우루두어로 "9 lakhs(1lakh는 100,000루피)의 가치를 지닌"이라는 뜻인데, 90만 루피를 들여 건물을 지은데 유래한 것이다.

### 디와니카스
왕이 군중을 만나던 장소이다.

## 같이 보기
- 붉은 요새
- 아그라 요새